# Morti nel 1978/Agosto
| Questa pagina contiene informazioni ricavate automaticamente dalle voci biografiche con l'ausilio del template Bio e di un bot. L'aggiornamento è periodico e automatico e ricostruisce completamente la pagina. Se manca una persona in questa lista, sei pregato di non aggiungerla, ma accertati piuttosto che la sua voce biografica contenga il template Bio e che i dati anagrafici siano correttamente compilati. Se il template Bio manca, inseriscilo tu stesso o, in alternativa, metti l'avviso {{tmp\|Bio}} che ne segnala la mancanza. Se i dati riportati sono sbagliati, correggi direttamente la voce biografica; le modifiche saranno visibili in questa lista entro pochi giorni. Per chiarimenti vedi il progetto biografie. La lista contiene solo le 99 persone che sono citate nell'enciclopedia e per le quali è stato implementato correttamente il template Bio. Pagina aggiornata al 3 mar 2024. |

- 1º agosto - Rudolf Kolisch, violinista austriaco (n. 1896)
- 2 agosto - Carlos Chávez, compositore e direttore d'orchestra messicano (n. 1899)
- 2 agosto - Antony Noghès, dirigente sportivo monegasco (n. 1890)
- 2 agosto - Battista Tresoldi, calciatore italiano (n. 1930)
- 3 agosto - Luo Ruiqing, politico e generale cinese (n. 1906)
- 3 agosto - Juan López, velocista uruguaiano (n. 1926)
- 3 agosto - Aleksandrs Priede, calciatore lettone (n. 1907)
- 3 agosto - Einar Wilhelms, calciatore norvegese (n. 1895)
- 4 agosto - Lilja Jur'evna Brik, scrittrice, attrice e scultrice sovietica (n. 1891)
- 4 agosto - Antonio Priolo, patriota e politico italiano (n. 1891)
- 5 agosto - Dutch Clark, giocatore di football americano statunitense (n. 1906)
- 5 agosto - Jesse Haines, giocatore di baseball e allenatore di baseball statunitense (n. 1893)
- 5 agosto - Ernst Melchior, allenatore di calcio e calciatore austriaco (n. 1920)
- 5 agosto - Queenie Smith, attrice, cantante e ballerina statunitense (n. 1898)
- 6 agosto - Tomiji Koyanagi, ammiraglio giapponese (n. 1893)
- 6 agosto - Vincenzo Miccolupi, architetto italiano (n. 1894)
- 6 agosto - Papa Paolo VI, papa, cardinale e arcivescovo cattolico italiano (n. 1897)
- 6 agosto - Frank Shea, velocista statunitense (n. 1894)
- 6 agosto - Felicissimo Stefano Tinivella, arcivescovo cattolico italiano (n. 1908)
- 7 agosto - Eddie Calvert, trombettista britannico (n. 1922)
- 7 agosto - Valentine Penrose, scrittrice e artista francese (n. 1898)
- 8 agosto - Felice Cinotti, veterinario e fotografo italiano (n. 1878)
- 8 agosto - Marie-Thérèse Eyquem, attivista francese (n. 1913)
- 8 agosto - Victor Hasselblad, ingegnere e inventore svedese (n. 1906)
- 9 agosto - Franco Capaldo, cantante italiano (n. 1901)
- 9 agosto - James Gould Cozzens, scrittore statunitense (n. 1903)
- 9 agosto - Lajos Keresztes, lottatore ungherese (n. 1900)
- 9 agosto - Carlo Vidusso, pianista italiano (n. 1911)
- 11 agosto - Angelo Bredo, calciatore italiano (n. 1915)
- 11 agosto - Mario Varglien, calciatore e allenatore di calcio italiano (n. 1905)
- 12 agosto - John Williams, pilota motociclistico britannico (n. 1946)
- 13 agosto - Tavrion Batozskij, monaco cristiano, presbitero e religioso russo (n. 1898)
- 13 agosto - Stuart Robert Glass, avventuriero e velista canadese (n. 1951)
- 13 agosto - Ferenc Kiss, attore ungherese (n. 1892)
- 13 agosto - Lonnie Mayne, wrestler statunitense (n. 1944)
- 14 agosto - Joe Venuti, violinista statunitense (n. 1903)
- 15 agosto - Viggo Brun, matematico norvegese (n. 1885)
- 15 agosto - Leo Lemešić, calciatore, allenatore di calcio e arbitro di calcio jugoslavo (n. 1908)
- 15 agosto - Mike Novak, cestista statunitense (n. 1915)
- 15 agosto - Ivan Vladimirovič Tjulenev, generale sovietico (n. 1892)
- 15 agosto - Fulco di Verdura, artista e nobile italiano (n. 1898)
- 16 agosto - Jean Acker, attrice statunitense (n. 1893)
- 16 agosto - Ignazio Guidi, architetto e urbanista italiano (n. 1904)
- 16 agosto - Muhammad Ma Jian, linguista e traduttore cinese (n. 1906)
- 16 agosto - Tjarda van Starkenborgh Stachouwer, diplomatico e politico olandese (n. 1888)
- 16 agosto - Mario Vaghi, politico italiano (n. 1922)
- 16 agosto - Paul Yu Bin, cardinale e arcivescovo cattolico cinese (n. 1901)
- 17 agosto - Ahmet Kireççi, lottatore turco (n. 1914)
- 17 agosto - Carlo Mastrosimone, politico italiano (n. 1903)
- 17 agosto - Vera Mareckaja, attrice sovietica (n. 1906)
- 19 agosto - Max Mallowan, archeologo britannico (n. 1904)
- 19 agosto - Rich Parks, cestista statunitense (n. 1943)
- 20 agosto - Nicola Grosa, antifascista e partigiano italiano (n. 1904)
- 20 agosto - Diana Budisavljević, attivista austriaca (n. 1891)
- 21 agosto - Battista Cardinale, lottatore italiano (n. 1895)
- 21 agosto - Nicolaas Johannes Diederichs, politico sudafricano (n. 1903)
- 21 agosto - Charles Eames, designer, architetto e regista statunitense (n. 1907)
- 21 agosto - Norbert Conrad Kaser, poeta e scrittore italiano (n. 1947)
- 22 agosto - Piero Caleffi, politico, partigiano e antifascista italiano (n. 1901)
- 22 agosto - Helena Kagan, medico israeliano (n. 1889)
- 22 agosto - Jomo Kenyatta, politico keniota (n. 1889)
- 22 agosto - Stefano Pugliese, ammiraglio italiano (n. 1901)
- 22 agosto - Ignazio Silone, scrittore, giornalista e politico italiano (n. 1900)
- 23 agosto - Giuseppe Colizzi, regista, sceneggiatore e produttore cinematografico italiano (n. 1925)
- 23 agosto - Raffaele de Courten, ammiraglio e politico italiano (n. 1888)
- 23 agosto - Oleg Karavaev, lottatore sovietico (n. 1936)
- 23 agosto - Károly Levitzky, canottiere ungherese (n. 1885)
- 24 agosto - Kathleen Kenyon, archeologa britannica (n. 1906)
- 24 agosto - Pat Paterson, attrice inglese (n. 1910)
- 24 agosto - Louis Prima, musicista e cantante statunitense (n. 1910)
- 24 agosto - Baldo Rossi, musicista italiano (n. 1914)
- 24 agosto - Albert Sercu, ciclista su strada, pistard e dirigente sportivo belga (n. 1918)
- 24 agosto - Francesco Valli, storico e biografo italiano (n. 1900)
- 25 agosto - Mario Cotellessa, politico italiano (n. 1897)
- 26 agosto - Charles Boyer, attore francese (n. 1899)
- 26 agosto - José Manuel Moreno, calciatore argentino (n. 1916)
- 26 agosto - Attilio Morini, politico e antifascista italiano (n. 1904)
- 26 agosto - Umberto Preziotti, dirigente pubblico, architetto e militare italiano (n. 1893)
- 27 agosto - Gordon Matta-Clark, artista e architetto statunitense (n. 1943)
- 28 agosto - Maximilienne, attrice francese (n. 1884)
- 28 agosto - Musa al-Sadr, religioso e politico libanese (n. 1928)
- 28 agosto - Bruce Catton, giornalista e storico statunitense (n. 1899)
- 28 agosto - Robert Shaw, attore e scrittore britannico (n. 1927)
- 29 agosto - Rudolf Geiter, calciatore austriaco (n. 1913)
- 29 agosto - Karl Hartl, regista, sceneggiatore e produttore cinematografico austriaco (n. 1899)
- 29 agosto - Emma Roldán, attrice e costumista messicana (n. 1893)
- 29 agosto - Luigi Vannucchi, attore italiano (n. 1930)
- 30 agosto - Antonio Esposito Ferraioli, sindacalista italiano (n. 1951)
- 30 agosto - Paulette McDonagh, regista e sceneggiatrice australiana (n. 1901)
- 30 agosto - Tetsurō Noborisaka, cestista giapponese (n. 1934)
- 30 agosto - Michail Semičastnyj, calciatore e allenatore di calcio sovietico (n. 1910)
- 30 agosto - Gertruida Wijsmuller-Meijer, attivista olandese (n. 1896)
- 30 agosto - Henryk Zygalski, matematico e crittografo polacco (n. 1908)
- 31 agosto - Ángel Bossio, calciatore argentino (n. 1905)
- 31 agosto - Elpidio Coppa, calciatore e allenatore di calcio italiano (n. 1914)
- 31 agosto - Lee Garmes, direttore della fotografia statunitense (n. 1898)
- 31 agosto - Sylvia Shaw Judson, scultrice statunitense (n. 1897)
- 31 agosto - Edwin Myers, astista statunitense (n. 1896)
- 31 agosto - Paola Ojetti, sceneggiatrice, traduttrice e critica cinematografica italiana (n. 1908)